# Nicholas Narraway
Nicholas "Nic" Narraway, né le 28 juin 2002, est un coureur cycliste bermudien.

## Biographie
En 2019, Nicholas Narraway devient champion des Bermudes sur route juniors. L'année suivante, il conserve ce titre de champion national. Il se distingue ensuite au niveau continental en finissant deuxième du championnat de la Caraïbe du contre-la-montre en 2021, chez les espoirs.
En 2022, il représente son pays aux Jeux du Commonwealth, organisés à Warwick. Lors de la saison 2023, il est sacré double champion de la Caraïbe espoirs, dans la course en ligne et le contre-la-montre. Il court également en Espagne dans un club amateur. 
En 2024, il intègre la Team California p/b Vergen, une équipe américaine,. Avec cette formation, il se distingue sur la Redlands Bicycle Classic en terminant deuxième d'une étape et neuvième du classement général. Sous les couleurs des Bermudes, il se classe deuxième du championnat panaméricain du contre-la-montre espoirs. Il participe aussi aux championnats du monde espoirs.

## Palmarès et résultats

### Par année
- 2017
  - 3e du championnat des Bermudes sur route juniors
  - 3e du championnat des Bermudes du critérium juniors
- 2018
  -  Champion des Bermudes du critérium juniors
  - 3e du championnat des Bermudes du contre-la-montre juniors
  - 3e du championnat des Bermudes sur route juniors
- 2019
  -  Champion des Bermudes sur route juniors
- 2020
  -  Champion des Bermudes sur route juniors
  - 2e du championnat des Bermudes du contre-la-montre juniors
  - 2e du championnat des Bermudes du critérium juniors
- 2021
  -  Médaillé d'argent du championnat de la Caraïbe du contre-la-montre espoirs
- 2023
  -  Champion de la Caraïbe sur route espoirs
  -  Champion de la Caraïbe du contre-la-montre espoirs
  - 3e du championnat des Bermudes du contre-la-montre
  - 3e du championnat des Bermudes sur route
  -  Médaillé de bronze du championnat de la Caraïbe du contre-la-montre
- 2024
  -  Médaillé d'argent du championnat panaméricain du contre-la-montre espoirs
  - 3e du championnat des Bermudes du contre-la-montre
- 2025
  -  Champion des Bermudes du contre-la-montre
  - 2e de la Ronda al Maestrat
  - 3e du championnat des Bermudes sur route

### Classements mondiaux
| Année            | 2021 | 2022 | 2023 |
| ---------------- | ---- | ---- | ---- |
| UCI America Tour | 203e |      | 70e  |